# Liste deutschsprachiger Komiker
Die Liste deutschsprachiger Komiker ist eine Liste von Komikern, die im deutschsprachigen Raum wirkten und wirken. Die Eintragung erfolgt in alphabetischer Reihenfolge des Familien- bzw. Künstlernamens.

## A
- Abdelkarim (* 1981)
- Masud Akbarzadeh (* zw. 1981 und 1991)
- Ben Akkaya (* 1983)
- Michael Altinger (* 1970)
- Enissa Amani (* 1981)
- Siegmund Amanti (1860 – nach 1903)
- Johann Heinrich Jacob Amberg (1756 – nach 1816)
- Negah Amiri (* 1993)
- Ingo Appelt (* 1967)
- Eddi Arent (1925–2013)
- Johnny Armstrong (* 1977)
- Frieder Arndt (1961–2017)
- Monty Arnold (* 1967)
- Fips Asmussen (1938–2020)
- Django Asül (* 1972)
- Cemal Atakan (* 1978)
- Dieter Augustin (1934–1989)
- Peer Augustinski (1940–2014)

## B
- Bodo Bach (* 1957)
- Dirk Bach (1961–2012)
- Dittmar Bachmann (* 1967)
- Carl Baierl (1896–1977)
- Max Ballmann (1798–1859)
- Mario Barth (* 1972)
- Markus Barth (* 1977)
- Frank-Markus Barwasser (* 1960)
- Jürgen Barz (1944–2025)
- Rainer Basedow (1938–2022)
- Stephan Bauer (* 1968)
- Katrin Bauerfeind (* 1982)
- Idil Baydar (* 1975)
- Jürgen Becker (* 1959)
- Jürgen Beckers (* 1964)
- Paul Beckers (1878–1965)
- Friedrich Beckmann (1801–1874)
- Friedrich Beckmann (1803–1866)
- Oliver Beerhenke (* 1970)
- Konrad Beikircher (* 1945)
- Matthias Beltz (1945–2002)
- Hennes Bender (* 1968)
- Wilhelm Bendow (1884–1950)
- Sven Bensmann (* 1992)
- Iris Berben (* 1950)
- Cyrill Berndt (* 1965)
- Gotthelf Leberecht Berthold (1796–1851)
- Ilka Bessin (* 1971)
- Dirk Bielefeldt (* 1957)
- Bastian Bielendorfer (* 1984)
- Emil Bing (1855–1932)
- Herman Bing (1889–1947)
- Helene Bockhorst (* 1987)
- Alexander Böhm (* 1989)
- Olaf Böhme (1953–2019)
- Jan Böhmermann (* 1981)
- Hans Herbert Böhrs (1940–2022)
- Bobby Bölke (1926–2007)
- Heinrich Bösenberg (1745–1828)
- Thomas Böttcher (* 1965)
- Mirja Boes (* 1971)
- Chris Boettcher (* 1964)
- Curt Bois (1901–1991)
- Wigald Boning (* 1967)
- Albert Borée (1864–1910)
- Sarah Bosetti (* 1984)
- Khalid Bounouar (* 1990)
- Martina Brandl (* 1966)
- Gustav Braunmüller (1811–1881)
- Felicia Brembeck (* 1994)
- Jürgen Brill (* 1966)
- Gerhard Bronner (1922–2007)
- Thomas Bruchhäuser (* 1964)
- Hazel Brugger (* 1993)
- Eduard Brummer (1850–1888)
- Jonny Buchardt (1925–2001)
- Martin Buchholz (* 1942)
- Vicco von Bülow (1923–2011)
- Bumillo (* 1981)
- Dietmar Burdinski (1959–2010)
- Wilhelm Busch (1832–1908)
- Jochen Busse (* 1941)

## C
- Guido Cantz (* 1971)
- Tan Çağlar (* 1980)
- Roberto Capitoni (* 1962)
- Carl Josef (* 2005)
- Rudi Carrell (1934–2006)
- Fatih Çevikkollu (* 1972)
- Bülent Ceylan (* 1976)
- Johnny Challah (* 1979)
- Cloozy (* 1965)
- Eberhard Cohrs (1921–1999)
- Özcan Coşar (* 1981)

## D
- Karen Dahmen (* 1988)
- Karl Dall (1941–2020)
- Gerhard Dammann (1883–1946)
- Stefan Danziger (* 1983)
- Heinrich Davideit (1833–1894)
- Dave Davis (* 1973)
- Vera Deckers (* 1973)
- Simon Desue (* 1991)
- Klaus-Jürgen Deuser (* 1962)
- Matthias Deutschmann (* 1958)
- Hans Jürgen Diedrich (1923–2012)
- Jan Ditgen (* 1967)
- Olli Dittrich (* 1956)
- Alfred Dorfer (* 1961)
- Wiglaf Droste (1961–2019)
- Gerd Dudenhöffer (* 1949)
- Senay Duzcu (* im 20. Jahrhundert)

## E
- Vince Ebert (* 1968)
- Caroline Ebner (* 1970)
- Klaus Eckel (* 1974)
- Lisa Eckhart (* 1992)
- Heinz Eckner (1925–2012)
- Harald Effenberg (* 1957)
- Matthias Egersdörfer (* 1969)
- Peter Ehlebracht (* 1940)
- Christian Ehring (* 1972)
- Eva Eiselt (* 1975)
- Christine Eixenberger (* 1987)
- Edith Elsholtz (1930–2004)
- Elton (* 1971)
- Anke Engelke (* 1965)
- Adrian Engels (* 1972)
- Heinz Erhardt (1909–1979)
- Albert Ermarth (1846–1901)
- Lara Ermer (* 1996)
- Gottfried Eule (1754–1826)
- Horst Evers (* 1967)
- Wiebke Eymess (* 1978)

## F
- Eva Karl-Faltermeier (1983)
- Helga Feddersen (1930–1990)
- Jürgen Feindt (1930–1978)
- Lisa Feller (* 1976)
- Carmela de Feo (* 1973)
- Emil Ferrari (* 1995)
- Herbert Feuerstein (1937–2020)
- Horst Feuerstein
- Susanne Feust-Göthe (1836–1886)
- Werner Finck (1902–1978)
- Marek Fis (* 1984)
- Julius Fischer (* 1984)
- Lisa Fitz (* 1951)
- Gisa Flake (* 1985)
- Karl Flemisch (1878–1937)
- Karl Flerx (1782–1816)
- Johannes Flöck (* 1968)
- Johannes Floehr (* 1991)
- Martin Frank (* 1992)
- Peter Frankenfeld (1913–1979)
- Alain Frei (* 1983)
- Thomas Freitag (* 1950)
- Freshtorge (* 1988)
- Katie Freudenschuss (* 1976)
- Lars Fricke (* 1987)
- John Friedmann (* 1971)
- Annette Frier (* 1974)
- Karen Friesicke (1962–2015)
- Götz Frittrang (* 1977)
- Martin Fromme (* 1962)

## G
- Julia Gámez Martin (* 1986)
- Marcel Gasde (* 1969)
- Michael Genähr (* 1958)
- Tom Gerhardt (* 1956)
- Katjana Gerz (* 1985)
- Hans Gerzlich (* 1967)
- Andreas Giebel (* 1958)
- Max Giermann (* 1975)
- Werner Giese (1923–2003)
- Uli Gleichmann (* 1958)
- Astrid Gloria (* 1966)
- Alexander Goebel (* 1953)
- Kemal Goga (* 1982)
- Philipp Simon Goletz (* 1954)
- Frank Goosen (* 1966)
- Simon Gosejohann (* 1976)
- Martin Gottschild (* 1976)
- Sascha Grammel (* 1974)
- Rainald Grebe (* 1971)
- Roman Gregory (* 1971)
- Jonas Greiner (* 1997)
- Uli Grewe (* 1979)
- Robert Louis Griesbach (* 1961)
- Severin Groebner (* 1969)
- Heinz Gröning (* 1965)
- Maria Clara Groppler (* 1999)
- Erwin Grosche (* 1955)
- Grosi (* 1973)
- Monika Gruber (* 1971)
- Günter Grünwald (* 1956)
- Wolfgang Gruner (1926–2002)
- Maxi Gstettenbauer (* 1988)
- Eisi Gulp (* 1955)
- Cem-Ali Gültekin (* 1981)
- Ralf Günther (* 1962)

## H
- Christian Habekost (* 1962)
- Erna Haffner (1912–1989)
- Achim Hagemann (* 1965)
- Mike Hager (* 1974)
- Joachim Hahn (* 1985)
- Helga Hahnemann (1937–1991)
- Ulrike Haidacher (* 1985)
- Sarah Hakenberg (* 1978)
- Dieter Hallervorden (* 1935)
- Evelyn Hamann (1942–2007)
- Anny Hartmann (* 1970)
- Ludwig Hausmann (1803–1876)
- Klaus Havenstein (1922–1998)
- Oscar Heiler (1906–1995)
- Ferdinand Heine (1798–1872)
- Nils Heinrich (* 1971)
- Volker Heißmann (* 1969)
- Hans-Joachim Heist (* 1949)
- Heinrich Heitmüller (1801–1846)
- Christin Henkel (* 1984)
- Michael Herbig (* 1968)
- Christoph Maria Herbst (* 1966)
- Jo Herbst (1928–1980)
- Thomas Hermanns (* 1963)
- Trude Herr (1927–1991)
- Rolf Herricht (1927–1981)
- Dieter Hildebrandt (1927–2013)
- Martina Hill (* 1974)
- Christian Hirdes (* 1974)
- Eckart von Hirschhausen (* 1967)
- Herbert Hisel (1927–1982)
- Bernhard Hoëcker (* 1970)
- Carsten Höfer (* 1969)
- Alice Hoffmann (* 1951)
- Helmut Hoffmann (* 1956)
- Hermann Hoffmann (1928–1997)
- Rüdiger Hoffmann (* 1964)
- Dietrich Hollinderbäumer (* 1942)
- Lutz van der Horst (* 1975)
- Martha Hübner (1889–1969)
- Katalyn Hühnerfeld (* 1975)
- Hanns Dieter Hüsch (1925–2005)

## I
- Joyce Ilg (* 1983)
- Krissie Illing (* 1956)
- Ingo Insterburg (1934–2018)
- Jürgen Isenbart (1943–2015)

## J
- Nicole Jäger (* 1982)
- Gerburg Jahnke (* 1955)
- Heinrich Jenke (1823–1906)
- Karl Jenke (1809–1886)
- Martin Jente (1909–1996)
- Jess Jochimsen (* 1970)
- Bruno Jonas (* 1952)
- Matthias Jung (* 1978)
- Stefan Jürgens (* 1963)

## K
- Ralf Kabelka (* 1964)
- Enno Kalisch (* 1973)
- Oliver Kalkofe (* 1965)
- Benny Kaltenbach (* 1987)
- Alexis Kara (* 1971)
- Serdar Karibik (* 1991)
- Eva Karl-Faltermeier (* 1983)
- Liesl Karlstadt (1892–1960)
- Carolin Kebekus (* 1980)
- David Kebekus (auch: David Kebe, * 1984)
- Christian Keltermann (1977–2024)
- Hape Kerkeling (* 1964)
- Michael Kessler (* 1967)
- Jean-Philippe Kindler (* 1996)
- Maximilian Kirschner (1861–1913)
- Martin Klempnow (* 1973)
- Marc-Uwe Kling (* 1982)
- Sonja Kling (* 1971)
- Franz Klingelschmitt (1835–1892)
- Michael Klink (* 1968)
- Piet Klocke (* 1957)
- Dennie Klose (* 1979)
- Gerd Knebel (* 1956)
- Matze Knop (* 1974)
- Achim Knorr (* 1963)
- Hinnerk Köhn (* 1993)
- Johann König (* 1972)
- Hans Konrad (1876–1908)
- Sascha Korf (* 1968)
- Janina Korn (* 1983)
- Liza Kos (* 1981)
- Marcel Kösling (* 1986)
- Fabian Köster (* 1995)
- Gaby Köster (* 1961)
- Jean Pierre Kraemer (* 1980)
- Andre Kramer (* 1979)
- Kai Kramosta (* 1984)
- Tommy Krappweis (* 1972)
- Pierre M. Krause (* 1976)
- Winfried Krause (1939–2019)
- Diether Krebs (1947–2000)
- Markus Krebs (* 1970)
- Robert Kreis (* 1949)
- Georg Kreisler (1922–2011)
- Nick Kroll (* 1978)
- Kurt Krömer (* 1974)
- Maren Kroymann (* 1949)
- Mike Krüger (* 1951)
- Pit Krüger (1934–2003)
- Maike Kühl (* 1976)
- Christian Kühn (* 1982)
- Ingrid Kühne (* 1968)
- Morten Kühne (* 1972)
- Gernot Kulis (* 1976)
- Lena Kupke (* 1986)
- Renate Küster (* 1936)

## L
- Marina „Malarina“ Lacković (* 1990)
- Benaissa Lamroubal (* 1979)
- Fabio Landert (* 1989 oder 1990)
- Ferdinand Lang (1810–1882)
- Phil Laude (* 1990)
- Kurt Lauterbach (1920–1993)
- Magda Leeb (* 1976)
- Erik Lehmann (* 1984)
- Georg Leiste (* 1964)
- Richard Leopold (1873–1929)
- Lena Liebkind (* 1985)
- Constanze Lindner (* 1973)
- Theo Lingen (1903–1978)
- Jürgen von der Lippe (* 1948)
- Felix Lobrecht (* 1988)
- Peter Löhmann (keine Angabe)
- Ludwig Manfred Lommel (1891–1962)
- Lore Lorentz (1920–1994)
- Loriot (1923–2011)
- Ana Lucía (* 1998)
- Ingolf Lück (* 1958)
- Frank Lüdecke (* 1961)
- Günther Lüders (1905–1975)
- Robert Lutkat (1846–1924)
- Daphne de Luxe (* 1971)
- Uwe Lyko (* 1954)

## M
- Bjarne Mädel (* 1968)
- Maggie Mae (1960–2021)
- Martin Maier-Bode (* 1966)
- Jochen Malmsheimer (* 1961)
- Rudolf Mälzer (1881–1937)
- Chris Manazidis (* 1986)
- Jürgen von Manger (1923–1994)
- Marcel Mann (1987–2025)
- Tobias Mann (* 1976)
- René Marik (* 1970)
- Stephan Masur (* 1971)
- Anna Mateur (* 1977)
- Matthias Matschke (* 1968)
- Sebastian Meichsner (* 1986)
- Philipp Meichsner (* 1990)
- Ecco Meineke (* 1961)
- Boris Meinzer (* 1973)
- Aurel Mertz (* 1989)
- Carl Merz (1906–1979)
- Marc Metzger (* 1973)
- Christian „Chin“ Meyer (* 1959)
- Volker Michalowski (* 1971)
- Tetje Mierendorf (* 1972)
- Nikita Miller (* 1987)
- Rolf Miller (* 1967)
- Willy Millowitsch (1909–1999)
- Benedikt Mitmannsgruber (* 1996)
- Alfred Mittermeier (* 1964)
- Michael Mittermeier (* 1966)
- Luke Mockridge (* 1989)
- Andreas Müller (* 1966)
- Friedolin Müller (* 1985)
- Holger Müller (* 1969)
- Ina Müller (* 1965)
- Michael Müller (* 1958)
- Wolfgang Müller (1922–1960)
- Albert „Addi“ Münster (1902–1990)
- Franz Muxeneder (1920–1988)

## N
- Henni Nachtsheim (* 1957)
- Petra Nadolny (* 1960)
- Armin Nagel (* 1969)
- Sven Nagel (* 1970)
- Carli Nagelmüller (1884–1930)
- Moritz Netenjakob (* 1970)
- Günter Neumann (1913–1972)
- Klaus Günter Neumann (1920–1995)
- Moritz Neumeier (* 1988)
- Georg Neumüller (1885–1953)
- Wolfgang Neuss (1923–1989)
- Charles Elie Nguela (* 1989)
- Lars Niedereichholz (* 1968)
- Valerie Niehaus (* 1974)
- Nizar (* 1984)
- Ursula Noack (1918–1988)
- Frieder Nögge, (1955–2001)
- Reno Nonsens (1919–2001)
- Mirco Nontschew (1969–2021)
- Dieter Nuhr (* 1960)

## O
- Andreas Obering (* 1964)
- Buddy Ogün (* 1984)
- Christiane Olivier (* 1976)
- Hans Werner Olm (* 1955)
- Anne Onken (* 1977)
- Ingo Oschmann (* 1969)
- Andreas „Andy“ Ost (* 1980)

## P
- Heinrich Pachl (1943–2012)
- Paul Panzer (* 1972)
- Bastian Pastewka (* 1972)
- Susanne Pätzold (* 1967)
- Simon Pearce (* 1981)
- Sissi Perlinger (* 1963)
- Emmanuel „Alfons“ Peterfalvi (* 1967)
- Vincent Pfäfflin (* 1981)
- Sonja Pikart (* 1984)
- Volker Pispers (* 1958)
- Karl Victor Plagge (1885–1926)
- Oliver Pocher (* 1978)
- Kalle Pohl (* 1951)
- Isabell Polak (* 1981)
- Oliver Polak (* 1976)
- Gerhard Polt (* 1942)
- Christine Prayon (* 1974)
- Arthur Preil (1887–1954)
- Hans-Joachim Preil (1923–1999)
- Urban Priol (* 1961)
- Markus Maria Profitlich (* 1960)
- Sebastian Pufpaff (* 1976)

## Q
- Helmut Qualtinger (1928–1986)
- Veronika von Quast (* 1946)

## R
- Stefan Raab (* 1966)
- Adolf Rakowitsch (1860–1907)
- Udo Raschewski
- Martin Rassau (* 1967)
- Arnulf Rating (* 1951)
- Kay Ray (* 1965)
- Kevin Ray (* 1990)
- Andreas Rebers (* 1958)
- Mirja Regensburg (* 1975)
- Willy Reichert (1896–1973)
- Teresa Reichl (* 1996)
- Lars Reichow (* 1964)
- Till Reiners (* 1985)
- Martin Reinl (* 1975)
- Thomas Reis (1963–2024)
- Walter Remmer (1887–1973)
- Matthias Renger (* 1985)
- Hagen Rether (* 1969)
- Otto Reutter (1870–1931)
- Mathias Richling (* 1953)
- Asso Richter (* 1954/55)
- Beatrice Richter (* 1948)
- Judith Richter (* 1978)
- Philipp Richter (* 1981)
- Fabian Rieck (* 1992)
- Susanne Riedel (* 1971)
- Markus Riedinger (* 1967)
- Friedhelm Riegel (1935–2022)
- Larissa Rieß (* 1988)
- Marco Rima (* 1961)
- Joachim Ringelnatz (1883–1934)
- Wichart von Roëll (1937–2024)
- Richard Rogler (1949–2024)
- Matthias Roll (* 1991)
- Antonia von Romatowski (* 1976)
- Barbara Ruscher (* 1969)
- Georg Ruselli (1873–1932)
- Peter Rütten (* 1962)
- Martin Rütter (* 1970)
- Carsten van Ryssen (* 1963)

## S
- Salim Samatou (* 1993)
- Anna Schäfer (* 1973)
- Maximilian "Maxi" Schafroth (* 1985)
- Philipp Scharrenberg (* 1976)
- Jürgen Scheller (1922–1996)
- Rudi Schiemann (1901–1970)
- Rotraud Schindler (* 1940)
- Jan Schlegel (* 1970)
- Helmut Schleich (* 1967)
- Claire Schlichting (1905–1978)
- Torsten Schlosser (* 1980)
- Mathias Schlung (* 1971)
- Wilfried Schmickler (* 1954)
- Carl Schmidt (1838–1902)
- Gottfried Heinrich Schmidt (1744–1796)
- Harald Schmidt (* 1957)
- Ludwig Schmitz (1884–1954)
- Ralf Schmitz (* 1974)
- Gisela Schneeberger (* 1948)
- Helge Schneider (* 1955)
- Martin Schneider (* 1964)
- Barbara Schöneberger (* 1974)
- Dagmar Schönleber (* 1973)
- Georg Schramm (* 1949)
- Atze Schröder (* 1965)
- Florian Schroeder (* 1979)
- Johannes Schröder (* 1974)
- Alexander Schubert (* 1970)
- Olaf Schubert (* 1967)
- Ramona Schukraft (* 1971)
- Christian Schulte-Loh (* 1979)
- Davis Schulz (* 1996)
- Luisa Charlotte Schulz (* 1991)
- Tanja Schumann (* 1962)
- Steven Schuto (* 1991)
- Martina Schwarzmann (* 1979)
- Esther Schweins (* 1970)
- Borja Schwember (* 1976)
- Jakob Schwerdtfeger (* 1988)
- Christian Seidenbusch (1837–1898)
- Schorsch Seitz (* 1952)
- Nico Semsrott (* 1986)
- Julien Sewering (* 1988)
- Mona Sharma (* 1973)
- Shahak Shapira (* 1988)
- Al Shean (1868–1949)
- Sanjay Shihora (* 1967)
- Hany Siam (* 1986)
- Christoph Sieber (* 1970)
- Emil Siebert (1835–1890)
- Hans-Jürgen Silbermann (* 1947)
- Florian Simbeck (* 1971)
- Detlef Simon (* 1966)
- Philip Simon (* 1976)
- Hella von Sinnen (* 1959)
- Christl Sittenauer (* 1982)
- Simone Solga (* 1963)
- Dirk Sollonsch (* 1962)
- Serdar Somuncu (* 1968)
- Martin Sonneborn (* 1965)
- Hilmi Sözer (* 1970)
- Stefanie Sprengnagel (* 1986)
- Sandra Sprünken (* 1985)
- Antonia Stabinger (* 1984)
- Ingmar Stadelmann (* 1980)
- Simon Stäblein (* 1987)
- Leni Statz (* 1929)
- Ingrid Steeger (1947–2023)
- Robert Steidl (1865–1927)
- Uwe Steimle (* 1963)
- Axel Stein (* 1982)
- Emil Steinberger (* 1933)
- Bernd Stelter (* 1961)
- Dirk Stermann (* 1965)
- Rolf Stiefel (1920–2005)
- Konrad Stöckel (* 1978)
- Holger Stockhaus (* 1973)
- Alex Stoldt (* 1999)
- Markus Stoll (* 1979)
- Daniel Storb (* 1985)
- Alwin Stotz (1819–1870)
- Torsten Sträter (* 1966)
- Cordula Stratmann (* 1963)
- Ludger Stratmann (1948–2021)
- Carsten Strauch (* 1971)
- Hermann Strebel (1877–1949)
- Frank Streffing (* 1976)
- Achim Strietzel (1926–1989)
- Hannes Stütz (1936–2022)
- Hans Süper junior (1936–2022)
- René Sydow (* 1980)

## T
- Tahnee (* 1992)
- Chris Tall (* 1991)
- Nessi Tausendschön (* 1963)
- Tina Teubner (* 1966)
- Thierry (1921–1984)
- Dieter Thomas (1947–2016)
- Stefan Titze (* 1994)
- Benjamin Tomkins (* 1965)
- Daniel Tosh (* 1975)
- Tutty Tran  (* 1988)
- Wolfgang Trepper (* 1961)
- Mathias Tretter (* 1972)
- Heino Trusheim (* 1970)
- Gayle Tufts (* 1960)

## U
- Stephanie Überall (* 1959)
- Max Uthoff (* 1967)

## V
- Karl Valentin (1882–1948)
- Henning Venske (* 1939)
- Hans Verner (1924–1990)
- Helen Vita (1928–2001)
- Nektarios Vlachopoulos (* 1986)
- Elisabeth Volkmann (1936–2006)

## W
- Otto Waalkes (* 1948)
- Stefan Waghubinger (* 1966)
- Claus von Wagner (* 1977)
- Dominik Wagner (* 1985)
- Florian Wagner (* 1990)
- William Wahl (* 1973)
- Stephan Wald (* 1951)
- Franziska Wanninger (* 1982)
- Kirstin Warnke (* 1981)
- Bodo Wartke (* 1977)
- Philipp Weber (* 1974)
- Peter Wehle (1914–1986)
- Henning Wehn (* 1974)
- Mark Weigel (* 1969)
- Friedemann Weise (* 1973)
- Oliver Welke (* 1966)
- Keirut Wenzel (* 1972)
- Ande Werner (* 1969)
- Jan van Weyde (* 1979)
- Sabrina White (* 1972)
- Jamie Wierzbicki (* 1988)
- Kurt Wilhelm (1924–2013)
- Florentin Will (* 1991)
- Alexander Wipprecht (* 1976)
- Dietmar Wischmeyer (* 1957)
- James Wolf (1870–1943)
- Timo Wopp (* 1976)

## Y
- Kaya Yanar (* 1973)
- Osan Yaran (* 1986)
- Oğuz Yılmaz (* 1991)

## Z
- Martin Zingsheim (* 1984)
- Anka Zink (* 1957)
- Jan Philipp Zymny (* 1993)